# Hipólito (Eurípides)
Hipólito (em grego clássico: Ἱππόλυτος) é uma tragédia escrita por Eurípides e baseada no mito de Hipólito, filho de Teseu. É marcada pelos sentimentos e atitudes extremas de seus personagens.